# Hash, Inc.
Das US-amerikanische Unternehmen Hash Incorporation mit Sitz in Vancouver (Washington) ist der Hersteller des 3D-Grafikprogramms Animation:Master.
Das Unternehmen wurde 1987 von Dr. Martin Hash gegründet und entwickelte die erste, auch für Privatpersonen bezahlbare 3D-Animationssoftware für den Amiga. Später portierte das Unternehmen das Computerprogramm auf den PC (Windows) sowie den Mac (OS X) und bietet heute eines der kostengünstigsten, proprietären 3D-Programme auf dem Markt an. Es ist speziell aber nicht ausschließlich für den Characteranimationsbereich ausgelegt.
Zu Anfang verstand sich das Unternehmen hauptsächlich als Animationsfilmehersteller, das das 3D-Programm als InHouse-Tool verwendete und auch vertrieb, bis es einige Jahre später keine eigenen Filme mehr erzeugte und sich voll auf die Software-Entwicklung spezialisierte.
Seit dem Jahr 2005 ist dieser Trend leicht rückläufig.

## Besonderheiten
Seit 2005 betreibt das Unternehmen ein großes, Community-3D-Projekt auf freiwilliger Basis namens The Woodman of Oz (kurz TWO genannt). Bereits während TWO sich im Rendering befand, wurde am Nachfolger Scarecrow of Oz (kurz SO genannt) gearbeitet.
Die beiden Animationsfilme sind abendfüllend angelegt und TWO soll laut Dr. Hash knappe 85 Minuten Länge erreichen.
Der große Unterschied zu anderen Projekten ist die freiwillige, nicht oder nur gering bezahlte Teilnahme von bis zu 150 Communitymitgliedern.